# 링크드 (기업)
링크드(영어: Linked)는 스마트폰에 적용되는 진동모터 등 전자부품을 제조, 공급하는 기업이다.

## 역사
YJM게임즈에서 현재의 사명으로 변경하였다.